# Brotherella amblystegia
Brotherella amblystegia är en bladmossart som beskrevs av Brotherus 1925. Brotherella amblystegia ingår i släktet Brotherella och familjen Sematophyllaceae. Inga underarter finns listade i Catalogue of Life.